# Derrick Luckassen
Derrick Luckassen (* 3. Juli 1995 in Amsterdam) ist ein niederländischer Fußballspieler. Er steht seit Juli 2024 bei Pafos FC unter Vertrag und ist mehrfacher niederländischer Nachwuchsnationalspieler.

## Karriere

### Verein
Luckassen, Sohn ghanaischer Eltern, begann mit dem Fußballspielen bei Amsterdamsche FC und wechselte 2007 in die Nachwuchsakademie von AZ. Am 30. August 2014 gab er beim 3:1-Auswärtssieg am vierten Spieltag gegen den FC Dordrecht sein Debüt in der Eredivisie. Zum Saisonende qualifizierte sich AZ für die Qualifikation zur UEFA Europa League. In der Folgesaison schied der Verein in der UEFA Europa League nach der Gruppenphase aus, während in der Liga die erneute Teilnahme am internationalen Wettbewerb verpasst wurde. In seiner letzten Saison für AZ qualifizierte sich Luckassen für die Teilnahme am Finale im KNVB-Beker, in dem man gegen Vitesse Arnheim verlor. Zudem qualifizierte sich AZ für die Play-offs um die Teilnahme an der Qualifikation zur UEFA Europa League und verlor im Finale gegen den FC Utrecht.
Im Sommer 2017 wechselte Luckassen zur PSV Eindhoven und wurde mit dem Verein niederländischer Meister. Am 28. August 2018 wechselte er leihweise mit Kaufoption in die Bundesliga zu Hertha BSC. Aufgrund einer langwierigen Verletzung kam er lediglich viermal zum Einsatz. Im Anschluss an die Saison, die er mit der Hertha auf dem elften Tabellenplatz abschloss, wurde die Kaufoption nicht gezogen und der Mittelfeldspieler kehrte nach Eindhoven zurück.
In den ersten drei Spielen der neuen Saison spielte er nicht für Eindhoven. Wohl stand Luckassen beim niederländischen Supercup 2019 um die Johan-Cruyff-Schale auf dem Platz. Eindhoven verlor dieses Spiel gegen Ajax Amsterdam. Ende August 2019 wurde eine Ausleihe für den Rest der Saison 2019/20 mit anschließender Kaufoption mit dem belgischen Erstdivisionär RSC Anderlecht vereinbart. Luckassen bestritt in dieser Saison bis zu deren Abbruch infolge der COVID-19-Pandemie 18 von 24 möglichen Spielen für den RSC Anderlecht. Die Ausleihe lief am 30. Juni 2020 ab, so dass er formal ab 1. Juli 2020 wieder zum Kader von PSV Eindhoven gehörte. Am 14. Juni 2020 wurde eine neue Ausleihe bis zum Ende der Saison 2020/21 vereinbart. Da Luckassen im Laufe dieser Saison nur noch wenig Einsatzzeit erhielt, wurde die Leihe im Januar 2021 bei Anderlecht vorzeitig abgebrochen und bei Kasımpaşa Istanbul bis zum Saisonende fortgesetzt. Für die Saison 2021/22 wird Luckassen wieder im Kader von Eindhoven geführt.
Ohne dass er ein Spiel für Eindhoven bestritten hatte, wurde Anfang September 2021 eine erneute Ausleihe in die Türkei, diesmal zu Fatih Karagümrük, bis zum Ende der Saison 2022/23 vereinbart. Hier bestritt er 20 von 35 möglichen Ligaspielen sowie ein Pokalspiel mit einem Tor.
In der Saison 2022/23 gehörte er zunächst wieder zum Kader von Eindhoven. Luckassen stand zwar bei einigen Spielen im Spieltagskader, wurde aber nicht tatsächlich eingesetzt, bis er Anfang September 2022 zu Maccabi Tel Aviv wechselte und dort einen Vertrag mit einer Laufzeit von zwei Jahren unterschrieb.

### Nationalmannschaft
Derrick Luckassen absolvierte mindestens ein Spiel für die niederländische U18-Nationalmannschaft und spielte in der Folgezeit in sechs Partien für die niederländische U19-Nationalelf sowie in zwei für die U20-Auswahl. Am 13. November 2014 gab Luckassen bei der 1:3-Testspielniederlage in Ingolstadt gegen Deutschland sein Debüt für die niederländische U21-Nationalmannschaft. Luckassen spielte in neun Partien und erzielte ein Tor; für die EM 2017 in Polen konnte sich die niederländische U21 nicht qualifizieren. Sein letztes Spiel für die Mannschaft absolvierte Luckassen beim 2:2 am 2. September 2016 im EM-Qualifikationsspiel in Minsk gegen Belarus.

## Erfolge
- Niederländischer Meister: 2017/18 (PSV Eindhoven)